# Saint-Martin-des-Champs (Yonne)
Saint-Martin-des-Champs – miejscowość i gmina we Francji, w regionie Burgundia-Franche-Comté, w departamencie Yonne.
Według danych na rok 1990 gminę zamieszkiwały 263 osoby, a gęstość zaludnienia wynosiła 8 osób/km² (wśród 2044 gmin Burgundii Saint-Martin-des-Champs plasuje się na 650. miejscu pod względem liczby ludności, natomiast pod względem powierzchni na miejscu 137.).